# Saltburn-by-the-Sea
Saltburn-by-the-Sea è un paese di 5 958 abitanti della contea del North Yorkshire, in Inghilterra. È un luogo di villeggiatura sul mare nel distretto di Redcar e Cleveland, situato approssimativamente 20 km ad est di Middlesbrough. L'agglomerato è sulla direttrice della Cleveland Way e a nordest della cittadina si trova la Warsett Hill. La costa è visitata e popolare tra gli appassionati di surf.
È la città natale del cantante David Coverdale.